# 橢圓曲線的純量乘法
橢圓曲線點的乘法也稱為橢圓曲線的純量乘法，是將椭圆曲线上的一點反覆和自身相加的運算。此運算在椭圆曲线密码学（ECC）中可以用來產生單向函數。
此條目中將這種乘法用标量乘法來表示，再配合海賽形式的橢圓曲線。此運算也稱為橢圓曲線點的乘法（elliptic curve point multiplication），不過此名稱有時會誤解為二個點之間的乘法（其實是整數純量和點的乘法）。

## 基礎
假定在有限域上定義的曲線E（例如E: y2 = x3 + ax + b），其點乘定義為重覆的進行在曲線上點的加法，表示為nP = P + P + P + … + P，其中n是係數（整數）以及在曲線E上的一點P = (x, y)，這類的曲線稱為魏尔施特拉斯曲線（Weierstrass curve）。
現代橢圓曲線密碼學安全性的基礎是在給定Q和P，以及Q = nP的情形下，若n很大，無法求得n的特性而來（類似其他的迪菲-赫爾曼密鑰交換問題，此問題稱為橢圓曲線離散對數問題）。此原因是因為橢圓曲線上兩點的相加（或是某一個點加上自身）會得到第三點，而這個點的位置和前一點或前二點沒有明確的關係，重覆很多次之後，nP可能會在曲線上的任何位置。在直覺上，橢圓曲線的純量乘法和以下例子類似：假設在圓上選一個點P，再將其角度加上42.57度，所得的點離P會有一些距離，不過不會太遠，不過若加上1000次或1001次的42.57度，需要需比較複雜的運算才能求出所得的點的位置。回到橢圓曲線的純量乘法，若要進行逆運算，給定Q=nP，已知P和Q，要求n，只能一個一個的針對可能的n來檢查，若n的可能範圍很大的話，這在計算上就是不可行的。

## 點運算

橢圓曲線的點乘法：相加（圖1）、加倍（圖2和圖4）和反相（圖3）

橢圓曲線上的點，一般會定義三種運算：相加、加倍和反相。

### 無窮遠點
無窮遠點{\displaystyle {\mathcal {O}}}是橢圓曲線算術中的單位元。任意點和此點相加，相加前和相加後的結果不變。若無窮遠點加上無窮遠點，結果仍為無窮遠點。
也就是：
{\displaystyle {\begin{aligned}{\mathcal {O}}+{\mathcal {O}}={\mathcal {O}}\\{\mathcal {O}}+P=P\end{aligned}}}
無窮遠點也會寫成0.

### 反相
點的反相是指針對某一個點，可以找到另一個點，與其相加後為無窮遠點（{\displaystyle {\mathcal {O}}}）。
{\displaystyle {\begin{aligned}P+(-P)={\mathcal {O}}\end{aligned}}}
在橢圓曲線上，一點反相點的x座標會和該點相同，而y座標會為該點座標的負值：
{\displaystyle {\begin{aligned}(x,y)+(-(x,y))&={\mathcal {O}}\\(x,y)+(x,-y)&={\mathcal {O}}\\(x,-y)&=-(x,y)\end{aligned}}}

### 點的相加
針對二個相異點P和Q，其加法定義為P和Q所形成的直線，和曲線E交點的反相點R.
{\displaystyle {\begin{aligned}P+Q&=-R\\(x_{p},y_{p})+(x_{q},y_{q})&=(x_{r},y_{r})\end{aligned}}}
假設橢圓曲線的方程式是y2 = x3 + ax + b，可以計算得到：
{\displaystyle {\begin{aligned}\lambda &={\frac {y_{q}-y_{p}}{x_{q}-x_{p}}}\\x_{r}&=\lambda ^{2}-x_{p}-x_{q}\\y_{r}&=\lambda (x_{p}-x_{r})-y_{p}\\\end{aligned}}}
若其中沒有任何一點是無窮遠點{\displaystyle {\mathcal {O}}}，且這些點的x座標都不同，則上式正確。這在椭圆曲线数字签名算法（ECDSA）上非常重要，因為散列值（hash）有可能為0。

### 點的加倍
假設點P和Q重合（座標相同），其加法類似，但無法依上述方式定義直線，因此使用極限的作法，取曲線E在P點的切線。
計算同上，取導數(dE/dx)/(dE/dy)可得：
{\displaystyle \lambda ={\frac {3x_{p}^{2}+a}{2y_{p}}}}
其中a是方程式E裡的係數。

## 點乘法
最直接計算點乘法的方式就是反覆的執行加法。不過也有其他更有效率的算法。

### Double-and-add
最簡單的方式就是double-and-add法，其作法類似模乘幂中的平方求幂。其演算法如下：
要計算sP，要先將s以二進制表示{\displaystyle s=s_{0}+2s_{1}+2^{2}s_{2}+\cdots +2^{m}s_{m}}，其中{\displaystyle s_{0}~..~s_{m}\in \{0,1\},m=\lfloor \log _{2}{s}\rfloor }：
以下是迭代演算法，其迴圈變數i遞減：
```
   let bits = bit_representation #為s的二進制表示（從MSB到LSB）
   let res = 

  

    

      

        

          

            

              

                

                  

                    
O

                  

                

              

            

          

        

      

    

    
{\displaystyle {\begin{aligned}{\mathcal {O}}\end{aligned}}}

  

 #無窮遠點
   for bit in bits:
       res = res + res # double
       if bit == 1:            
           res = res + P # add
       i = i - 1
   return res
```

因Double和add的執行時間不同，根據執行時間就可以知道是執行Double或add，間接可以推算d，在資訊安全上，此方法會有計時攻擊的風險。以下的蒙哥馬利階梯（Montgomery Ladder）是可以避免計時攻擊的作法。
以下則是使用遞迴函數的作法：
```
  f(P, d) is
     if d = 0 then
         return 0                         # 已計算完成
     else if d = 1 then
         return P
     else if d mod 2 = 1 then
         return point_add(P, f(P, d - 1)) # 若d為奇數，進行addition
     else
         return f(point_double(P), d/2)   # d為偶數，進行doubling
```

其中f是乘法的函數，P是要乘的座標，d是要加的次數。例如100P可以寫成 2(2[P + 2(2[2(P + 2P)])])，需要六個點乘二和二個點加運算，100P等於f(P, 100)。
此一演算法需要執行log2(d)個運算（點乘二或點加）。有許多演算法是以此為基礎來進行的修改，例如窗口法、滑動窗口法、NAF、NAF-w、vector chains和蒙哥馬利階梯法。

### 窗口法
此演算法的窗口法（windowed version）版本可以選擇窗口大小w，再計算所有的{\displaystyle dP}，{\displaystyle d=0,1,2,\dots ,2^{w}-1}。演算法會使用的表示法為{\displaystyle d=d_{0}+2^{w}d_{1}+2^{2w}d_{2}+\cdots +2^{mw}d_{m}} ，其程式是
```
  Q ← 0
  for i from m to 0 do
      Q ← point_double_repeat(Q, w)
      if d
i
 
>
 0 then
          Q ← point_add(Q, d
i
P) # using pre-computed value of d
i
P
  return Q
```

演算法的複雜度和Double-and-add相同，但其點相加使用的較少（實務上，點相加比點加倍要花時間）。一般來說，會選擇 w 為夠小的值，簡化預運算的步驟。若針對NIST建議的曲線，一般來說{\displaystyle w=4}會是最好的選擇。n位元整數的複雜度會是{\displaystyle n+1}個點加倍，{\displaystyle 2^{w}-2+{\tfrac {n}{w}}}個點相加。

### 滑動窗口法
滑動窗口法（Sliding-window method）會在點相加和點加倍之間取捨，計算的表格類似窗口法，不過只計算{\displaystyle dP}， {\displaystyle d=2^{w-1},2^{w-1}+1,\dots ,2^{w}-1}。此方式比較有效率，只計算有設定MSB的那些值。而其演算法使用原始double-and-add的表示法{\displaystyle d=d_{0}+2d_{1}+2^{2}d_{2}+\cdots +2^{m}d_{m}}。
```
  Q ← 0
  for i from m downto 0 do
      if d
i
 = 0 then
          Q ← point_double(Q)
      else 
          t ← extract j (up to w − 1) additional bits from d (including d
i
)
          i ← i − j
          if j < w then
              Perform double-and-add using t 
              return Q
          else 
              Q ← point_double_repeat(Q, w)
              Q ← point_add(Q, tP)
  return Q
```

此演算法的好處是預運算階段的複雜程度是一般窗口法的一半，也將較慢的點相加改為點加倍。實務上，使用窗口法而不使用滑動窗口法的情形不太多。此演算法會使用{\displaystyle w-1+n}次點加倍，最多只用{\displaystyle 2^{w-1}-1+{\tfrac {n}{w}}}次點加法。

### w-ary非相鄰形式（wNAF）方法
非相鄰形式（NAF）的目的是利用點相減的方式和點相加的方式相同的原理，設法使運算量少於滑動窗口法（頂多也只會和滑動窗口法相同）。被乘數{\displaystyle d}的NAF方式需要先用以下演算法進行計算
```
   i ← 0
   while (d 
>
 0) do
       if (d mod 2) = 1 then 
           d
i
 ← d mods 2
w

           d ← d − d
i

       else
           d
i
 = 0
       d ← d/2
       i ← i + 1
   return (d
i−1
, d
i-2
, …, d
0
)
```

其中有號餘數函數mods定義如下
```
   if (d mod 2
w
) 
>
= 2
w−1

       return (d mod 2
w
) − 2
w

   else
       return d mod 2
w
```

因此會需要用NAF來進行乘法。此演算法會需要先計算{\displaystyle \lbrace 1,3,5,\dots ,2^{w-1}-1\rbrace P}（其中{\displaystyle P}是要乘的數）這些點，以及這些點的負值。若是標準的Weierstrass曲線，若{\displaystyle P=\lbrace x,y\rbrace }，可得{\displaystyle -P=\lbrace x,-y\rbrace }。因此負值很容易計算。接下來要計算{\displaystyle dP}的乘法：
```
   Q ← 0
   for j ← i − 1 downto 0 do
       Q ← point_double(Q)
       if (d
j
 != 0)
           Q ← point_add(Q, d
j
P)
   return Q
```

wNAF方式可以保證平均來說點相加法的密度會是{\displaystyle {\tfrac {1}{w+1}}}（比無號的窗口法好一點），其中的預計算會需要一個點加倍及{\displaystyle 2^{w-2}-1}個點加法。而演算法剩下的部份需要{\displaystyle n}個點加倍，以及{\displaystyle {\tfrac {n}{w+1}}}個點加法。
NAF的一個特性是可以保證每一個非零元素{\displaystyle d_{i}}之後，至少有{\displaystyle w-1}個零。其原因是因為演算法在每次計算mods函數後，會清除數字{\displaystyle d}中，較低的{\displaystyle w}個位元。在每一個非零元素後面，就會有一定數量的零位元，這些零位元可以不用儲存。
已有人發現，若針對OpenSSL進行FLUSH+RELOAD的旁路攻击，約在進行200次簽章後，即可以利用cache-timing找到完整私鑰。

### 蒙哥馬利階梯法
蒙哥馬利階梯法（Montgomery ladder）會用固定的運算時間來進行點乘法，運算時間只會隨d的長度而變化，不會因為d的各位元內容而變化。這可以抵抗旁路攻击中的功率攻擊或是計時攻擊。此演算法的實現方式和double-and-add相同。
```
  R
0
 ← 0
  R
1
 ← P
  for i from m downto 0 do
      if d
i
 = 0 then
          R
1
 ← point_add(R
0
, R
1
)
          R
0
 ← point_double(R
0
)
      else
          R
0
 ← point_add(R
0
, R
1
)
          R
1
 ← point_double(R
1
)
  return R
0
```

此演算法的速度類似double-and-add，但是在處理d的每一位元時，都會進行點相加以及點加倍。因此演算法本身不會因為時間或是功率而洩漏d的資料。
不過若利用旁路攻击中的FLUSH+RELOAD對OpenSSL進行攻擊，已證實只需要經由一次簽名，用cache計時攻擊，以很低的成本得到完整的私鑰。